# Präsidentschaftswahl in Bulgarien 2011
Die Präsidentschaftswahl in Bulgarien 2011 fand am 23. Oktober (1. Wahlgang) und 30. Oktober (Stichwahl) statt.
Insgesamt waren 6,9 Millionen Wahlberechtigte aufgerufen, in einem von über 11.000 Wahllokalen ihre Stimme abzugeben. Neben Plewneliew, dem früheren Minister für regionale Entwicklung, waren dem sozialistischen Oppositionspolitiker Iwajlo Kalfin (Bulgarische Sozialistische Partei) und der unabhängigen Kandidatin Meglena Kunewa die größten Siegchancen eingeräumt worden. Georgi Parwanow durfte nach zwei Amtszeiten nicht mehr kandidieren.
Die Stichwahl am 30. Oktober 2011 entschied Rossen Plewneliew mit 52,6 Prozent der Stimmen für sich. Auf Iwailo Kalfin, der in der Stichwahl von der Partei DPS unterstützt wurde, entfielen 47,4 Prozent der Stimmen.

## Wahlbetrug
Ein in der Öffentlichkeit und in den Massenmedien sehr breit diskutiertes Thema im Vorfeld der Wahlen war der mögliche Wahlbetrug in Form von Stimmenkäufen. Laut bulgarischen Wahlforschungsinstituten wurden zwei Wochen vor den Wahlen ca. 30 Lewa (ca. 17 Euro) auf dem Lande und ca. 50 Lewa (ca. 28 Euro) in den Städten für eine gekaufte Wahlstimme geboten. Deshalb war jeder Wahlwerbespot und jedes Wahlplakat mit dem Pflichthinweis versehen: „Der Kauf und Verkauf von Stimmen ist ein Verbrechen.“ (bulg. „Купуването и продаването на гласове е престъпление.“) Dieser Hinweis wurde auch zwischendurch im Radio immer wieder ausgestrahlt. Bei den vorherigen Wahlen war es zu umfangreichen Stimmenkäufen gekommen. Auch indirekte Stimmenkäufe waren öffentlich geworden, etwa wenn ein Kandidat das ganze Stadtviertel zu einem Fest einlädt, bei dem es kostenlos Essen gibt (vorzugsweise Kebabtscheta – gegrilltes Hackfleisch). Das bulgarische Fernsehen berichtete aus einem Dorf von einem indirekten Wahlbetrug, wobei der Bruder eines Kandidaten Besitzer des örtlichen Lebensmittelladens war und seinen Kunden die angeschriebenen Rechnungen erließ.
Um einen Kontrollmechanismus des Stimmenkäufers mittels Beweisfoto vom ausgefüllten Wahlzettel zu unterbinden, wurde bei den Wahlen 2011 das Mitnehmen von Fotoapparaten oder Handys mit Fotofunktion in die Wahlkabine gesetzlich untersagt. Oft sind Roma das Ziel von Stimmenkäufern. Um die oft analphabetischen Romas zu instruieren, an welcher Stelle sie ihr Kreuz machen sollen, gibt man ihnen manchmal ein Stöckchen mit der richtigen Länge mit in die Wahlkabine. Mit diesem müssen sie dann nur noch von der Oberkante des Wahlzettels abmessen, wie weit sie in den manchmal über einen Meter langen Wahlzettel nach unten gehen müssen, um ihr Kreuz an der „richtigen“ Stelle zu machen.
Im Vorfeld der Wahlen gab es auch Diskussionen, dass die Wahlnummer des Kandidaten im Kästchen steht, das angekreuzt werden muss. Der Wähler könnte so angeblich meinen, dass er diesen Kandidaten durchstreicht, statt ihn zu wählen. Gültig sind nur Stimmzettel, auf denen der Kandidat mit einem Kreuzchen markiert ist, das Kreuz darf nicht über den Rand des Kästchens hinausgehen, es muss mit einem blauen Kugelschreiber gemacht werden. Behinderte Personen dürfen von einem Helfer begleitet werden. Jedoch darf ein Helfer maximal zwei Personen begleiten. Analphabetismus ist kein Rechtfertigungsgrund sich durch einen Helfer begleiten zu lassen.
In den Grenzregionen wird in gewissem Umfang „Wahltourismus“ erwartet. Bürger mit bulgarischer Staatsbürgerschaft, die im benachbarten Ausland leben werden auf Kosten von Kandidaten mit Bussen in ihre Heimatregion gefahren, um dort an der Wahl teilnehmen zu können. Griechenland hatte vor der Wahl die Einrichtung offizieller Wahllokale für die dort lebenden Bulgaren abgelehnt.
Knapp zwei Wochen vor den Wahlen, am 13. Oktober 2011, wurde in Sofia ein Bombenanschlag auf den Dienstwagen des regierungskritischen Journalisten Sascho Dikow (bulg. Сашо Диков) verübt. Der Wagen war vor dem Wohnblock des Journalisten geparkte, es wurde niemand verletzt. Da sich zum Zeitpunkt des Anschlages der EU-Kommissionspräsident José Manuel Barroso in Sofia aufhielt, wird dieser Anschlag durch Unbekannte als Einschüchterungsversuch gewertet.
Die Wahlzettel werden nur nach Vorlage des gültigen Ausweises ausgehändigt und dabei von der Wahlkommission abgestempelt. Damit auch Bürger mit abgelaufenen Ausweispapieren an der Wahl teilnehme können, wurde in den Wochen vor der Wahl darauf hingewiesen das Ablaufdatum seines Ausweises zu überprüfen und gegebenenfalls noch vor der Wahl ein neues Personaldokument zu beantragen. Zu diesem Zweck waren die zuständigen Behörden angewiesen die Öffnungszeiten voll auszuschöpfen und zügig einen neuen Personalausweis auszustellen bzw. ein für die Wahl gültiges provisorisches Personaldokument.

## Kandidaturen
Zur Präsidentschaftswahl 2011 wurden folgende 18 Kandidaten zugelassen:
| #  | Kandidat                 | Partei                                     | Partei                                   |
| -- | ------------------------ | ------------------------------------------ | ---------------------------------------- |
| 1  | Meglena Kunewa           | Parteilos                                  | –                                        |
| 2  | Rossen Plewneliew        | GERB                                       | ГЕРБ                                     |
| 3  | Sali Ibrjam              | Nazionalno dwischenie „Edinstwo“           | Национално движение "Единство"           |
| 4  | Rumen Christow           | Union der Demokratischen Kräfte            | Съюз на демократичните сили              |
| 5  | Marija Kapon             | Edinna narodna partija                     | Единна народна партия                    |
| 6  | Stefan Solakow           | Nationale Front für die Rettung Bulgariens | Национален фронт за спасение на България |
| 8  | Iwajlo Kalfin            | Bulgarische Sozialistische Partei          | Българска социалистическа партия         |
| 9  | Wolen Siderow            | Ataka                                      | Атака                                    |
| 12 | Aleksej Petrow           | Parteilos                                  | –                                        |
| 13 | Nikolaj Nentschew        | Bulgarischer Bauernvolksbund               | Българският земеделски народен съюз      |
| 14 | Atanas Semow             | Red, sakonnost i sprawedliwost             | Ред, законност и справедливост           |
| 15 | Pawel Tschernew          | Partija sa chorata ot naroda               | Партия за хората от народа               |
| 16 | Dimitar Kuzarow          | Parteilos                                  | –                                        |
| 17 | Krassimir Karakatschanow | IMRO – Bulgarische Nationale Bewegung      | ВМРО – Българско национално движение     |
| 18 | Andrej Tschobanow        | Bŭlgarska demokratichna obshtnost          | Българска демократична общност           |
| 19 | Nikolaj Wasilew          | Parteilos                                  | –                                        |
| 20 | Swetoslaw Witkow         | Parteilos                                  | –                                        |
| 21 | Wenzislaw Josifow        | Parteilos                                  | –                                        |

## Meinungsumfragen
| Veröffentlichungsdatum | Institut                          | Plewneliew | Kalfin | Kunewa | Siderow | Christow | Semow | Karakatschanow | Petrow | Witkow | Sonstige |
| ---------------------- | --------------------------------- | ---------- | ------ | ------ | ------- | -------- | ----- | -------------- | ------ | ------ | -------- |
| 20. September 2011     | Alpha Research                    | 38,5 %     | 23,5 % | 18,4 % | 4,0 %   | 4,0 %    | 2,5 % | 2,2 %          | 1,1 %  | 1,0 %  | 4,8 %    |
| 30. September 2011     | Zentrum für Analyse und Marketing | 30,8 %     | 16,1 % | 9,8 %  | 2,3 %   | 3,1 %    | 0,3 % | 1,5 %          | 0,3 %  | –      | –        |
| 14. Oktober 2011       | Gallup Consulting                 | 29 %       | 21 %   | 11 %   | 2,4 %   | 2,4 %    | 1,5 % | 1,3 %          | 0,7 %  | 0,8 %  | 2,8 %    |
| 19. Oktober 2011       | Mediana                           | 29,8 %     | 23,2 % | 17,1 % | 4,9 %   | 2,5 %    | –     | –              | –      | 2 %    | –        |

## Ergebnis
| Kandidaten                                                         | Kandidaten               | Parteien                                   | 1. Wahlgang | 1. Wahlgang | 2. Wahlgang | 2. Wahlgang |
| Kandidaten                                                         | Kandidaten               | Parteien                                   | Stimmen     | %           | Stimmen     | %           |
| ------------------------------------------------------------------ | ------------------------ | ------------------------------------------ | ----------- | ----------- | ----------- | ----------- |
|                                                                    | Rossen Plewneliew        | GERB                                       | 1.349.380   | 40,1        | 1.698.136   | 52,6        |
|                                                                    | Iwajlo Kalfin            | Bulgarische Sozialistische Partei          | 974.300     | 29,0        | 1.531.193   | 47,4        |
|                                                                    | Meglena Kunewa           | Parteilos                                  | 470.808     | 14,0        |             |             |
|                                                                    | Wolen Siderow            | Ataka                                      | 122.466     | 3,6         |             |             |
|                                                                    | Stefan Solakow           | Nationale Front für die Rettung Bulgariens | 84.205      | 2,5         |             |             |
|                                                                    | Rumen Christow           | Sajus na Demokratitschnite Sili            | 65.761      | 2,0         |             |             |
|                                                                    | Atanas Semow             | Red, sakonnost i sprawedliwost             | 61.797      | 1,8         |             |             |
|                                                                    | Swetoslaw Witkow         | Parteilos                                  | 54.125      | 1,6         |             |             |
|                                                                    | Sali Ibrjam              | Nazionalno dwischenie „Edinstwo“           | 41.837      | 1,2         |             |             |
|                                                                    | Krassimir Karakatschanow | IMRO – Bulgarische Nationale Bewegung      | 33.236      | 1,0         |             |             |
|                                                                    | Aleksej Petrow           | Parteilos                                  | 31.613      | 0,9         |             |             |
|                                                                    | Marija Kapon             | Edinna narodna partija                     | 30.665      | 0,9         |             |             |
|                                                                    | Nikolaj Nentschew        | Bulgarischer Bauernvolksbund               | 9.827       | 0,3         |             |             |
|                                                                    | Pawel Tschernew          | Partija sa chorata ot naroda               | 8.081       | 0,2         |             |             |
|                                                                    | Wenzislaw Josifow        | Parteilos                                  | 7.021       | 0,2         |             |             |
|                                                                    | Dimitar Kuzarow          | Parteilos                                  | 6.989       | 0,2         |             |             |
|                                                                    | Andrej Tschobanow        | Balgarska demokratitschna obschtnost       | 6.340       | 0,2         |             |             |
|                                                                    | Nikolaj Wasilew          | Parteilos                                  | 5.633       | 0,2         |             |             |
| Gesamt                                                             | Gesamt                   | Gesamt                                     | 3.364.084   | 100         | 3.229.329   | 100         |
|                                                                    |                          |                                            |             |             |             |             |
| Ungültige Stimmen                                                  | Ungültige Stimmen        | Ungültige Stimmen                          | 229.844     | 6,4         | 104.837     | 3,1         |
| Wähler                                                             | Wähler                   | Wähler                                     | 3.593.928   | 52,3        | 3.334.166   | 48,2        |
| Wahlberechtigte                                                    | Wahlberechtigte          | Wahlberechtigte                            | 6.873.589   |             | 6.910.491   |             |
|                                                                    |                          |                                            |             |             |             |             |
| Quellen: Tsentralna izbiratelna komisiya: 1. Wahlgang, 2. Wahlgang |                          |                                            |             |             |             |             |

## Während und nach den Wahlen
Nach den Wahlen kündigten mehrere Parteien an vor dem Verfassungsgericht zu klagen, um den Ausgang der Wahlen für ungültig erklären und die Ergebnisse kassieren zu lassen. Sie bemängelten Manipulationen bei den Wahlen in der Hauptstadt und in einigen anderen Orten.
Teilweise konnten Personen entweder nur für die Präsidentschaftswahl oder nur für die Kommunalwahlen wählen oder sie mussten in zwei unterschiedlichen Wahllokalen abstimmen. In einigen Orten wurden während der Wahl neue Wahlzettel gedruckt. In der Hauptstadt Sofia wurden fast alle Wahlergebnisprotokolle fehlerhaft ausgefüllt.